# Entedononecremnus bennetti
Entedononecremnus bennetti är en stekelart som beskrevs av Christer Hansson och Lasalle 2003. Entedononecremnus bennetti ingår i släktet Entedononecremnus och familjen finglanssteklar.
Artens utbredningsområde är:
- Ecuador.
- Peru.
- Venezuela.

Inga underarter finns listade i Catalogue of Life.